# Glenn Whelan
Glenn David Whelan (Dublín, 13 de enero de 1984) es un exfutbolista y entrenador irlandés que jugaba en la posición de centrocampista. Desde septiembre de 2024 forma parte del cuerpo técnico del Wigan Athletic F. C. como entrenador asistente.

## Trayectoria
En marzo de 2024 se unió al cuerpo técnico de la selección de Irlanda para ejercer de entrenador asistente de su antiguo compañero John O'Shea. Ese mismo rol lo había ocupado con anterioridad en el Bristol Rovers F. C. y la selección sub-16 de Irlanda. Dejó la selección absoluta en el mes de junio y en septiembre se incorporó al Wigan Athletic F. C. para ejercer funciones similares. En marzo de 2025, tras la salida de Shaun Maloney, dirigió al equipo de manera interina hasta la contratación de Ryan Lowe como nuevo entrenador.

## Selección nacional
Su primera aparición en la selección absoluta irlandesa fue en mayo de 2008 contra Serbia. Por otra parte su primer gol internacional lo convirtió el 6 de septiembre de 2008 contra selección georgiana en un partido clasificatorio para la Copa Mundial de Fútbol de 2010. Fue internacional un total de 91 veces convirtiendo dos goles.

### Participaciones internacionales
| Torneo        | Sede              | Resultado        |
| ------------- | ----------------- | ---------------- |
| Eurocopa 2012 | Polonia y Ucrania | Primera fase     |
| Eurocopa 2016 | Francia           | Octavos de final |

## Clubes

### Como jugador
| Club                      | País       | Año       |
| ------------------------- | ---------- | --------- |
| Manchester City F. C.     | Inglaterra | 2001-2003 |
| Bury F. C.                | Inglaterra | 2003-2004 |
| Sheffield Wednesday F. C. | Inglaterra | 2004-2008 |
| Stoke City F. C.          | Inglaterra | 2008-2017 |
| Aston Villa F. C.         | Inglaterra | 2017-2019 |
| Heart of Midlothian F. C. | Escocia    | 2019-2020 |
| Fleetwood Town F. C.      | Inglaterra | 2020-2021 |
| Bristol Rovers F. C.      | Inglaterra | 2021-2023 |

### Como entrenador
| Club                            | País       | Año  |
| ------------------------------- | ---------- | ---- |
| Wigan Athletic F. C. (interino) | Inglaterra | 2025 |